# 曹建明
曹建明（1955年9月24日—），江苏南通人，生于上海，中国共产黨、中华人民共和国法官及政治人物，原副国级领导人。原华东政法学院法律系毕业，法学硕士，教授，比利时根特大学名誉法学博士。1973年12月加入中国共产党，是中共第十六届中央候补委员，第十七、十八、十九届中央委员。曾任中华人民共和国一级大法官（时任中华人民共和国最高人民法院常务副院长）、中华人民共和国最高人民检察院检察长（中华人民共和国首席大检察官），以及第十三屆全国人大常委会副委员长。现任妻子是央视前主持人王小丫。

## 生平

### 早年经历
曹建明出生在上海的一个普通干部家庭；父亲从军队转业后，曾在地方一家国营工厂当了30年的厂长；母亲则在某国营棉纺织厂，长期从事基层党务工作。“文化大革命”开始后，曹的父亲被打成“走资派”。因家庭出身问题，中学毕业后的曹建明进入一家国营饮食店当学徒工。1975年到1976年间，曹建明先是在安徽参与“小三线”建设；后又投入到唐山大地震后的城市重建工作，一直过着漂泊的生活，直到文革结束。

### 研习法律
高考制度恢复后，已经中断学习六年多的曹建明决心考大学，选择报考法律专业。1979年，他踩着华东政法学院的最低录取分数线，进入该校法学院。四年本科学习结束后，又攻读国际法研究生。在华东政法学院学习的七年时间里，曹建明有六年都被评为“上海市‘三好’学生”。
1986年研究生毕业後，曹建明留校任教；历任国际法系教师，系副主任、主任；期间，还曾到比利时根特大学法学院进修。在留学比利时期间，六四事件的发生，促使很多中国海外留学生希望能够留在当地。但是，在一年学习结束后，曹建明坚持回到了中国。回国后不久，曹建明被破格晋升为副教授；并于1990年8月，被派赴美国旧金山大学法学院，作为访问教授进行短期教学工作。1991年，再次被破格晋升为教授，成为当时中国最年轻的法学教授，时年36岁。
1994年12月9日，作为国际法的研究学者，曹建明受邀到中南海，为当时中共领导人江泽民、乔石、李瑞环、胡锦涛等讲授有关《国际商贸法律制度与关贸总协定》的课题；由此，进入中共高层领导人的视野。一年后，即被安排出任华东政法学院常务副院长；1997年，晋升为院长。1998年5月12日，曹建明第二次进入中南海，为中共领导讲授有关《金融安全与法制建设》的课题。

### 最高人民法院
1999年11月，曹建明被第九届全国人大常委会任命为中华人民共和国最高人民法院副院长；同时兼任国家法官学院院长，中国法学会审判理论研究会会长，中国国际法学会副会长（後被选为会长，任职高检後退为名誉会长），中国知识产权研究会副理事长，中国法官协会副会长等职；2002年，升任最高人民法院常务副院长。2007年12月，被授予中华人民共和国一级大法官。

### 最高人民检察长
2008年3月16日，在第十一届全国人民代表大会第一次会议上，53岁的曹建明當選為中华人民共和国最高人民检察院检察长，晋升副国级。2013年3月15日在第十二届全国人民代表大会第一次会议上获得连任，任期至2018年3月18日结束。

### 全国人大副委员长
2018年3月17日，当选第十三届全国人大常委会副委员长。
2020年12月，美国国务院宣布因香港问题制裁全国人大常委会14名副委员长，曹建明在列其中。

## 学术成就
曹建明曾先后主编、参与编辑出版《国际经济法概论》、《国际产品责任法概论》、《国际经济法新论》等著作、辞书共28部；并在国内外报刊杂志上发表论文两百多篇。

## 所获荣誉和奖励
- 1992年起，享受国务院政府特殊津贴；
- 1997年入选国家“百千万人才工程”；
- 2001年，被比利时根特大学授予荣誉法学博士学位。

曹建明所获荣誉称号包括：
- 全国有出突出贡献的回国留学人员
- 国家级有突出贡献的中青年专家
- 中国十大杰出青年
- 中国十大杰出青年法学家
- 上海十大高教精英
- 上海十大杰出青年等。